# 야나 노보트나
야나 노보트나(Jana Novotná, 1968년 10월 2일 ~ 2017년 11월 19일)는 체코 공화국의 은퇴한 여자 프로 테니스 선수이다. 여자 선수로서는 드물게 서브 앤 발리 스타일의 플레이를 구사했던 것으로 잘 알려져 있다. 그녀는 그랜드 슬램 대회인 1998년 윔블던 여자 단식에서 우승했으며, 그외에도 그랜드 슬램 복식에서 12회, 혼합복식에서 4회 우승했다. 2017년 11월 29일, 암으로 투병 중 사망했다.